# Heinz Eulau
Heinz Eulau (geboren 14. Oktober 1915 in Offenbach am Main; gestorben 18. Januar 2004 in Stanford (Kalifornien)) war ein deutsch-amerikanischer Politikwissenschaftler jüdischen Glaubens.

## Leben
Nach der nationalsozialistischen Machtübernahme verließ Eulau 1934 Deutschland und erreichte 1935 die Vereinigten Staaten, wo er an der University of California, Berkeley, Politikwissenschaft studierte. 1941 wurde er dort zum Ph. D. promoviert.
Während des Zweiten Weltkrieges arbeitete Eulau als Propaganda-Analytiker für das Justizministerium der Vereinigten Staaten, anschließend war er für The New Republic als Journalist tätig. Ab 1958 lehrte er als Professor an der Stanford University.
1971/72 amtierte Eulau als Präsident der American Political Science Association. 1972 wurde er in die American Academy of Arts and Sciences gewählt. Nach ihm wurde ein Preis für herausragende politikwissenschaftliche Publikationen benannt, der Heinz Eulau Award.
In seinen Veröffentlichungen beschäftigte er sich u. a. mit dem politischen Verhalten, dem Wahlverhalten und der Elitenbildung.

## Schriften (Auswahl)
- (Hrsg.): Political behavior. A reader in theory and research. Free Press, Glencoe, Ill. 1956 (2. Aufl. 1959).[1]
- (Hrsg., mit John C. Wahlke): Legislativ behavior. A reader in theory and research. Free Press, Glencoe, Ill. 1959.
- Class and party in the Eisenhower years. Free Press, New York 1962.
- The behavioral persuasion in politics. New York, Random House, 1963
- (mit John D. Sprague): Lawyers in politics. A study in professional convergence. Bobbs-Merrill, Indianapolis 1964.
- (Hrsg.) Political behavior in America. New directions. Random House, New York 1966.
- (Hrsg.): Behavioralism in political science. Atherton Press, New York 1969.
- Micro-macro political analysis. Accents of inquiry. Aldine, Chicago 1969.
- (Hrsg.): Political science. Prentice-Hall, Englewood Cliffs, NJ 1969, ISBN 0-13-686212-8.
- (mit Kenneth Prewitt): Labyrinths of Democracy. Adaptions, linkages, representation, and policies in urban politics. Bobbs-Merrill, Indianapolis 1973, ISBN 0-672-51487-7.
- (Hrsg.): Elite recruitment in democratic policies. Comparative studies across nations. Wiley, New York 1976, ISBN 0-470-15056-4.
- (mit John C. Wahlke u. a.): The politics of representation. Continuities in theory and research. Sage, Beverly Hills 1978, ISBN 0-8039-1013-4.
- (Hrsg.): Crossroads of social science. Agathon Press, New York 1989, ISBN 0-87586-090-7.
- (Hrsg.): Economic conditions and electoral outcomes. The United States and Western Europe. Agathon Press, New York 1985, ISBN 0-87586-072-9.
- Micro-macro dilemmas in political science. Personal pathways through complexity. University of Oklahoma Press, Norman 1996, ISBN 0-8061-2873-9.